# Družinska vas
Družinska vas je naselje u slovenskoj Općini Šmarješke Toplice. Družinska vas se nalazi u pokrajini Dolenjskoj i statističkoj regiji Jugoistočnoj Sloveniji. 

## Stanovništvo
Prema popisu stanovništva iz 2002. godine naselje je imalo 295 stanovnika.